# 伊東恵
伊東 恵（いとう めぐみ、1966年3月6日 - ）は、東京都出身の元女子アーティスティックスイミング（シンクロ）選手。
和洋九段女子中学校・高等学校を経て、1988年（昭和63年）、青山学院大学を卒業した。
同年、日本代表として、1988年ソウルオリンピック・シンクロナイズドスイミング競技に出場した。

## 人物
- 5歳から水泳を、そして8歳（小学校2年時）からアーティスティックスイミング競技を始める[1]。
- 1985年、1学年下の小谷実可子と組み、パンパシフィック大会のデュエットで優勝した[2]。
- 1985年・1986年、同じく小谷と組み、日本選手権のデュエットを連覇した。
- 1986年の世界選手権デュエットでは、銅メダルを獲得した[注 2]。

ソウル五輪
- 五輪選考会を2位で通過し、小谷実可子、田中京（現在は田中ウルヴェ京）と共に、ソウル五輪代表3名に選ばれ、大会に参加した。現地での予選の成績上位順によって、決勝に出るデュエット2人を直前に選ぶのがチームの方式であり、成績が3番目だった伊東の決勝出場は叶わなかった。
- 日本代表は、小谷がソロで、小谷・田中ペアがデュエットで、合計3つの銅メダルを獲得したが、伊東はメダルを手にすることはできなかった（シンクロの場合は、補欠選手にもメダルが授与されるバレーボールや野球などと違っていたので）。伊東は、この五輪を最後に引退した。

引退後
- 大手建設会社大林組の安全部に勤務している。朝から1時間トレーニングジムで鍛えている。TBSテレビのバラエティ番組「消えた天才」で小谷と26年ぶりの再会、30年ぶりの再結成となった[3][4]。

### 注
1. ↑  出場は、規定演技予選のみ。
2. ↑  1987年頃からは、小谷のペアは田中京になることが増える。